# مینامی‌آیزو
می‌نامی‌آیزو (به لاتین: Minamiaizu) یک منطقهٔ مسکونی در ژاپن است که در استان فوکوشیما واقع شده‌است. می‌نامی‌آیزو ۸۸۶٫۵۲ کیلومتر مربع مساحت و ۱۶٬۵۱۶ نفر جمعیت دارد.